# قلعة سام أباد
قلعة سام أباد هي قلعة تاريخية تعود إلى عصر القاجاريون، وتقع في مقاطعة قم.